# Carmen Solano Carreras
Carmen Solano Carreras (Peñalba, Huesca, 29 de noviembre de 1945) es una profesora, pedagoga y política española.

## Biografía
Graduada en Magisterio en la Universidad de Zaragoza, diplomada en Derecho por la Universidad Nacional de Educación a Distancia (UNED), se especializó en pedagogía. Miembro de la Unión de Centro Democrático (UCD), fue elegida diputada al Congreso en las elecciones de 1979 por la circunscripción electoral de Zaragoza. Abandonó la UCD y se integró en el Partido Socialista Obrero Español (PSOE), formación con la que renovó el escaño en los comicios de 1982. Especializada en terapia de audición y lenguaje, fue una activa parlamentaria en la Comisión de Educación y la Especial para Problemas de Disminuidos Físicos y Mentales.
Abandonada la actividad parlamentaria, fue elegida concejal del Ayuntamiento de Zaragoza en las elecciones municipales de 1987 y 1991, siendo responsable de las áreas de Educación y Cultura, así como teniente de alcalde. En octubre de 2003 fue elegida presidenta del Consejo Escolar de Aragón, y por ello miembro nato del Consejo Escolar del Estado, cargos que ocupó hasta noviembre de 2011.